# Are You Gonna Go My Way (chanson)
Pour l’article homonyme, voir Are You Gonna Go My Way.
Singles de Lenny Kravitz
What the Fuck Are We Saying?
(1992) Believe
(1993)
Are You Gonna Go My Way est une chanson de rock interprétée par le chanteur américain Lenny Kravitz, qui l'a écrite et composée avec Craig Ross.
Sortie en single en février 1993, elle est extraite de l'album du même titre.

## Historique
Il s'agit de l'un des plus grands succès de Lenny Kravitz, classé dans les meilleures ventes de singles dans plusieurs pays. Aux États-Unis, s'il n'entre pas dans le Billboard Hot 100, il arrive en tête du Mainstream Rock Tracks chart et no 2 du classement Alternative Songs.

## Clip
Le clip, réalisé par Mark Romanek, remporte le MTV Video Music Award de la meilleure vidéo masculine et obtient une nomination pour le MTV Video Music Award de la meilleure direction artistique en 1993.

## Distinctions
Outre la victoire et la nomination aux MTV Video Music Awards, Are You Gonna Go My Way est aussi nommée aux Grammy Awards en 1993 dans les catégories Meilleure chanson rock et Meilleure prestation vocale rock masculine.

## Classements hebdomadaires
| Classement (1993)                         | Meilleure position |
| ----------------------------------------- | ------------------ |
| Allemagne (GfK Entertainment)             | 25                 |
| Australie (ARIA)                          | 1                  |
| Autriche (Ö3 Austria Top 40)              | 24                 |
| Belgique (Flandre Ultratop 50 Singles)    | 12                 |
| Canada (RPM Top Singles)                  | 5                  |
| États-Unis (Alternative Songs)            | 2                  |
| États-Unis (Mainstream Rock Tracks chart) | 1                  |
| France (SNEP)                             | 4                  |
| Irlande (IRMA)                            | 6                  |
| Norvège (VG-lista)                        | 7                  |
| Nouvelle-Zélande (RMNZ)                   | 2                  |
| Pays-Bas (Nederlandse Top 40)             | 6                  |
| Pays-Bas (Single Top 100)                 | 8                  |
| Royaume-Uni (UK Singles Chart)            | 4                  |
| Suède (Sverigetopplistan)                 | 18                 |
| Suisse (Schweizer Hitparade)              | 12                 |

## Certifications
| Pays                       | Certification | Unités certifiées |
| -------------------------- | ------------- | ----------------- |
| Australie (ARIA)           | Platine       | 70 000            |
| Brésil (Pro-Música Brasil) | Diamant       | 250 000           |
| France (SNEP)              | Or            | 250 000           |
| Nouvelle-Zélande (RMNZ)    | Or            | 5 000             |
| Royaume-Uni (BPI)          | Or            | 400 000           |

## Reprises
Are You Gonna Go My Way a notamment été reprise par Tom Jones, une première fois en 1995 sur la bande originale du film The Jerky Boys, et une seconde fois, en duo avec Robbie Williams, sur l'album Reload en 1999.
Le groupe Metallica l'intègre dans un medley interprété en live lors des MTV Video Music Awards le 28 août 2003. 